# زاکری لاوتیدیس
زاکری لاوتیدیس (انگلیسی: Zachary Laoutides؛ زادهٔ ۱۳ دسامبر ۱۹۸۶) هنرپیشه، نویسنده است. بازیگر و نویسنده فیلم آمریکایی ساکن در شیکاگو، ایلینویز است. وی به دلیل فعالیت در آدیوس وایا کن دیوس به عنوان بهترین بازیگر و بهترین نویسنده فیلمنامه در جشنواره فیلم بل ایر در سال ۲۰۱۴ معرفی شد. او همچنین در جستجوی استعدادهای سراسری سایمون فولر XIX Entertainment برای بازیگران جدید، فینالیست خارج از شیکاگو بود. وی از بنیانگذاران Ave Fenix Pictures یک شرکت فیلمسازی مستقل و بین‌المللی است که در شیکاگو، لس آنجلس و مکزیک مستقر است و و بنیانگذار جنبش فیلم‌سازی لا روازا است.